# Franz Nopcsa
Baron Franz Nopcsa von Felső-Szilvás (även Baron Nopcsa von Felsö-Szilvás, Baron Nopcsa, Ferenc Nopcsa, Nopcsa Ferenc, Baron Franz Nopcsa, och Franz Baron Nopcsa) född den 3 maj 1877 i Transsylvanien, Österrike-Ungern,  död den 25 april 1933 var en aristokrat, äventyrare, forskare och paleontolog. 
Han är allmänt erkänd som en av upphovsmännen till både paleobiologin och albanologin.

## Liv och karriär
Nopcsa föddes 1877 i en ungersk aristokratfamilj i Transsylvanien, som vid den tiden var en del av Österrike-Ungern. Hans intresse för paleontologi och fossil väcktes när hans yngre syster, Ilona, hittade ben från dinosaurier vid familjens ägor i Szentpéterfalva i Săcel (Szacsal), Transsylvanien. Nopcsa studerade vid den tiden i Wien och bestämde sig för att på egen hand utforska de fossil som hans syster hade hittat. Inom ett år hade han publicerat en vetenskaplig uppsats som beskrev en ny dinosaurieart inom släktet Ornithopoder.
Förutom fossil intresserade sig Nopcsa för kampen för självständighet i Albanien, som då endast var en provins i Ottomanska riket. Han var en av få utomstående som reste i bergsområdena i norra Albanien, där han lärde sig lokala albanska dialekter och seder och efter hand byggde upp goda relationer till ledarna för de albanska nationalistiska grupperna. När Albanien så småningom blev självständigt försökte Nopcsa till en början bli kung i det nya landet.
Senare, under första världskriget arbetade Nopcsa som spion för Österrike-Ungern och ledde grupper av albanska frivilliga. Vid krigsslutet, när Österrike-Ungern var besegrat, kom Transsylvanien att bli en del av Rumänien. I och med detta förlorade Nopcsa sina ägor och andra tillgångar i Transsylvanien. För att kunna försörja sig accepterade han en tjänst hos det ungerska geologiska institutet i Budapest. Han lämnade dock Budapest efter bara några år, sålde sin samling av fossil till Natural History Museum i London och flyttade till Wien. Han blev snart deprimerad och 1933 sköt han först sin älskare och sekreterare Bajazid Elmas Doda och sedan sig själv till döds.

## Bidrag till paleobiologi och geologi
Nopcsa var en av de första att intressera sig för dinosauriers beteende och fysiologi i en tid när de flesta paleontologer främst var intresserade av att bygga upp samlingar av fossil. Nopcsa var den förste att föreslå att arkosaurier kan ha uppvisat komplext socialt beteende.
En annan av Nopcsas teorier som var före sin tid var idén att fåglar har utvecklats ur marklevande dinosaurier som utvecklade fjädrar för att kunna springa snabbare. Denna teori har vunnit acceptans sedan 1960-talet. Även Nopcsas slutsats att vissa reptiler från mesozoikum var varmblodiga är nu allmänt accepterad i stora delar av den vetenskapliga världen.
Många av de dinosaurier från Transsylvanien som Nopcsa studerade var betydligt mindre än exemplar av samma art från andra platser. Nopcska drog slutsatsen att området i Transsylvanien hade varit en ö under Mesozoikum och att de "begränsade resurserna" hade drivit en utveckling mot en lokal form av dvärgväxt. Även denna teori om dvärgväxt på öar är idag allmänt accepterad.
En annan av Nopcsas teorier var att vissa dinosaurier uppvisar könsdimorfism. Till exempel ansåg han Hadrosaurider med kam på kraniet var hanar medan de utan kam var honor.

## Bidrag till albanologi
Nopcsa publicerade under sin livstid mer än femtio vetenskapliga studier med koppling till Albanien inom lingvistik, folklore, etnologi, historia och kanun (traditionell albansk lag).
Efter Nopcsas död förblev många av hans manuskript opublicerade. Den albanologiska delen av hans tillgångar, som bestod av tusentals sidor text, anteckningar och skisser, tillföll Norbert Jokl, en erkänd specialist på albanologi. Senare kom detta material att övertas av Mid'hat Bey Frashëri (albansk diplomat och politiker). När Frashëri tvingades fly landet konfiskerades Nopcsas material av Enver Hoxhas kommunistiska regim. Slutligen kom Nopcsas manuskript och teckningar att bilda kärnan i Albaniens nationalbiblioteks albanologiska samlingar.